# Maltas herrlandslag i handboll
Maltas handbollslandslag representerar Malta i handboll på herrsidan. Förbundskapten är Milos Stanisavljevic. Dennis Zammit har spelat flest match för laget. Speldräkterna är helrött på hemmaplan. På bortaplan spelar laget i helvitt.